# Вильнёв-ан-Ре
Вильнёв-ан-Ре (фр. Villeneuve-en-Retz) — новая коммуна на западе Франции, находится в регионе Пеи-де-ла-Луар, департамент Атлантическая Луара, округ Сен-Назер, кантон Машкуль-Сен-Мем. Расположена в 39 км к юго-западу от Нанта, на побережье бухты Бурнёф Бискайского залива. В центре коммуны находится железнодорожная станции Бурнёф-ан-Ре линии Нант-Порник.
Коммуна образована 1 января 2016 года путем слияния коммун Бурнёф-ан-Ре и Френе-ан-Ре. Центром новой коммуны является. От него к новой коммуне перешли почтовый индекс и код INSEE. На картах в качестве координат Вильнёв-ан-Ре указываются координаты Бурнёф-ан-Ре.
Население (2019) — 5 050 человек.

## История
Первоначально центром нынешней коммуны был приход Сен-Сир, порт на морском побережье, но отступление моря вынудило жителей основать в XI веке новый поселок на берегу моря, названный «Бурнёф». Вскоре этот новый порт стал больше и важнее, чем старый поселок Сен-Сир, и коммуна в конечном итоге стала называться Бурнёф. Сен-Сир-ан-Ре сохранился как небольшой поселок и сейчас является частью коммуны Вильнёв-ан-Ре. Коммуна расположена на территории обширного болота, по которому проходит граница между двумя историческими регионами - Бретанью, частью которой он является, и Пуату. 
В Средние века Бурнёф  и одноименная бухта были известны в Европе как месторасположение солончаков и крупное производство морской соли. Эта соль поставлялась на Британские острова, в города Северной Германии и даже в Ригу. В XII веке арабский географ Аль-Идрисси описывал Бурнёф как «прекрасный город, где есть верфь, порт и базары». Торговля солью велась непосредственно от производителя к покупателю.
В XIV веке в месте впадения реки Ла-Фаллерон в бухту Бурнёф был основан порт Колле с его крепостью (разрушенной во время правления Людовика XIV из опасения, что она попадет в руки англичан), вследствие чего порт в самом Бурнёфе вскоре был заброшен. Торговля солью достигла своего апогея между XIV и XVII веками, в 1452 году более 200 судов из Балтийского моря загружались солью в порту Колле. В XVIII веке в местных болотах добывалось более 30 000 тонн соли в год. Порт также использовался для рыболовства и трансатлантических перевозок.
Постоянное заболачивание бухты Бурнёф привело к тому, что в XIX веке корабли уже не могли достичь Колле, и соляной торговле в Бурнёфе пришел конец. В настоящее время в порту Колле не осталось ничего, кроме производства устриц, нескольких рыбацких лодок и отдельных прогулочных яхт. В 2001 году соляные разработки были возрождены практически в центре коммуны.
В 1332 году Жерар де Машкуль и его жена Алиенора де Туар основали в Бурнёфе монастырь ордена кордельеров. В 1966 году в нём был открыт музей области Ре.
Во время Революции революционные военно-морские силы базировались в порту Колле. Одним из первых решений местных революционных властей было переименование города в Бурнёф-ан-Ре. При терроре полсотни женщин и детей были собраны на судне, затопленном в бухте Бурнёф по приказу революционного комитета Нанта. Жители коммуны поддержали Вандейский мятеж и пострадали при его подавлении.
В 1875 году через Бурнёф прошла железнодорожная линия Нант-Порник. Затем, в 1923 году, была открыта узкоколейная линия Бурнеф — Сен-Жиль-Круа-де-Ви, через два года она будет продлена до Ле-Сабль-д’Олон. Она обслуживала прибрежные коммуны северной Вандеи и по ней в основном доставлялся навоз с прибрежных ферм и болот на огороды Нанта. Эта линия была закрыта в 1947 году.
22 сентября 2015 года Бурнёф-ан-Рец и соседняя коммуна Френе-ан-Ре решили объединиться в новую коммуну, которая получила название Вильнёв-ан-Ре. Официально коммуна Вильнёв-ан-Ре была создана 1 января 2016 года.

## Достопримечательности
- Неоготическая церковь Успения Богоматери (Нотр-Дам) XIX века
- Неоготическая церковь Святого Кира XIX века в поселке Сен-Кир-ан-Ре
- Церковь Нотр-Дам XVII века во Френе-ан-Ре со средневековыми статуями Святого Варфоломея и Святого Себастьяна
- Старинный порт Колле
- Шато Колле, восстановленный из руин в XVII веке
- Шато Ла-Саль
- Шато Ла-Ноэ-Бриор
- Музей области Ре в бывшем монастыре кордильеров
- Обширные болота, начинающиеся практически от центра коммуны

## Экономика
Структура занятости населения:
- сельское хозяйство — 22,9 %
- промышленность — 6,6 %
- строительство — 9,6 %
- торговля, транспорт и сфера услуг — 30,2 %
- государственные и муниципальные службы — 30,7 %

Уровень безработицы (2018) — 8,5 % (Франция в целом —  13,4 %, департамент Атлантическая Луара — 11,1 %). 

Среднегодовой доход на 1 человека, евро (2018) — 21 400 (Франция в целом — 21 730, департамент Атлантическая Луара — 22 910).

## Демография
Динамика численности населения, чел.

## Администрация
Пост мэра Вильнёв-ан-Ре с 2020 года занимает Жан-Бернар Феррер (Jean-Bernard Ferrer). На муниципальных выборах 2020 года возглавляемый им правоцентристский список победил во 2-м туре, получив 33,62 % голосов (из четырех списков).
| Период | Период | Фамилия           | Партия                        | Примечания                                                          |
| ------ | ------ | ----------------- | ----------------------------- | ------------------------------------------------------------------- |
| 2016   | 2020   | Ален Дюрран       | Разные левые                  | менеджер по техническому обслуживанию, бывший мэр мэра Бурнёф-ан-Ре |
| 2020   |        | Жан-Бернар Феррер | Союз демократов и независимых | пенсионер торгового флота, бывший мэр Френе-ан-Ре                   |

## Галерея
- Церковь Святого Кира
- Фрагмент статуи Святого Себастьяна
- Порт Колле